# Rahkosensaaret (ö i Södra Savolax)
Rahkosensaaret är en ö i Finland. Den ligger i sjön Kyyvesi och i kommunen Sankt Michel i den ekonomiska regionen  S:t Michel och landskapet Södra Savolax, i den södra delen av landet, 230 km nordost om huvudstaden Helsingfors. Öns area är 1,5 hektar och dess största längd är 210 meter i sydöst-nordvästlig riktning.  Notera att namnet antyder att det är fråga om flera öar.